# Benny Hill
Benny Hill (21. ledna 1924, Southampton, Anglie – 20. dubna 1992, Teddington, Anglie), vlastním jménem Alfred Hawthorne Hill, byl anglický komik a herec.

## Život
Narodil se jako Alfred Hawthorn Hill dne 21. ledna 1924 v Southamptonu. Od dětství jej přitahovalo divadlo, navíc jeho otec i strýc pracovali u cirkusu. Po vojenské službě odjel do Londýna, kde si vytvořil pseudonym Benny Hill podle svého oblíbeného baviče Jacka Bennyho. V šestnácti letech skončil na škole a poté vystřídal řadu povolání. Pracoval např. jako mlékař nebo řidič, později také jako asistent divadelního režiséra a pracoval i v rádiu.
V polovině 50. let nastoupil do televize BBC, kde si rychle všimli jeho komediálního talentu. V roce 1957 obdržel cenu BBC – nová tvář roku. Jelikož chtěl být komikem, začal dělat komediální scénky. Jeho vzorem byl Charlie Chaplin. Objevil se v několika filmech, ale slávu mu přinesla až série The Benny Hill Show, vysílaná od roku 1969. S touto show uspěl nejen ve Velké Británii, ale také jako první anglický komik i v USA. Na počátku 80. let se seriál stal terčem kritiky, která jej odsuzovala jako vulgární s dvojsmyslnými narážkami. Hill pak začal do scének obsazovat děti ze štábu. V roce 1989 se však BBC rozhodla pořad zrušit a to přes neklesající sledovanost. Hill se následně stáhl do ústraní a odešel do penze.
Přesto dál pokračoval v natáčení scének, tentokrát pro americkou televizi. Kvůli srdečním problémům však musel být několikrát hospitalizován v nemocnici. Zemřel 20. dubna 1992 na infarkt ve svém domě v Teddingtonu.

## Tvorba

### Filmy
- 1970 – Eddie in August
- 1969 – Italian Job
- 1968 – Chitty Chitty Bang Bang
- 1965 – Báječní muži na létajících strojích
- 1964 – A Midsummer Night's Dream
- 1960 – Light Up the Sky!
- 1957 – Pantomania: Babes in the Wood
- 1956 – Who Done It?

### Seriály
- 1969 – The Benny Hill Show
- 1962 – Benny Hill

### Televizní pořady
- 1967 – Spotlight

### Režie
- 1970 – Eddie in August

### Dokumenty
- 1995 – Heroes of Comedy